# Charles Mühlberger
Charles Mühlberger fue un deportista alemán que compitió en remo. Ganó dos medallas de bronce en el Campeonato Europeo de Remo, en los años 1901 y 1903.

## Palmarés internacional
| Representando a Alsacia y Lorena |                  |                   |                    |
| Campeonato Europeo               |                  |                   |                    |
| Año                              | Lugar            | Medalla           | Prueba             |
| 1901                             | Zúrich (Suiza)   | Medalla de bronce | Cuatro con timonel |
| 1903                             | Venecia (Italia) | Medalla de bronce | Dos con timonel    |